# Курганская областная писательская организация

верхний ряд: М.С. Керченко, В.М. Спичкин (Огнев), В.Ф. Потанин, М.И. Шушарин, А.М. Пляхин; нижний ряд: И.П. Яган, Р.И. Бутакова, Л.Х. Андреева, Я.Т. Вохменцев, 1975 год.

ОО «Курганская областная писательская организация» объединяет членов Союза писателей России, проживающих на территории Курганской области.
В июне 1965 года Секретариатом Правления Союза писателей РСФСР было принято решение о создании в Курганской области писательской организации. По уставу организация может быть создана, если в городе проживает не менее пяти членов союза писателей. К 1965 году в Зауралье было четыре члена Союза писателей: Глебов Николай Александрович, Еловских Василий Иванович, Коробейников Иван Терентьевич, Куликов Леонид Иванович. Для образования отделения писателей в области не хватало одного человека. И тогда руководством региона было принято решение: пригласить в Курган члена Челябинской писательской организации Союза писателей СССР Вохменцева Якова Терентьевича.
10 июля 1965 года в редакции газеты «Советское Зауралье» (ул. Куйбышева, 87), при активном участии редактора газеты Глебова Сергея Степановича и начальника управления по печати Елагина Василия Сергеевича, состоялось первое учредительное собрание и было образовано Курганское отделение Союза писателей РСФСР. Яков Терентьевич Вохменцев, уроженец Курганской области, был избран первым ответственным секретарем и проработал в этой должности до 1 октября 1974 года.
В Курганской областной писательской организации 2 заслуженных работника культуры России (В. Ф. Потанин, И. П. Яган). Областной премией в сфере литературы и искусства награждено 19 писателей, Курганской городской премией «Признание» — 7 человек.
В 2018 году вышел в свет литературно-публицистический альманах «Тобол» № 32 (издаётся с 1993 года при поддержке Правительства Курганской области).
Много лет Курганская писательская организация располагалась по адресу: город Курган, ул. Комсомольская, 20. В настоящее время офис ОО «Курганская областная писательская организация» находится в Областном культурно-выставочном центре (город Курган, ул. Гоголя, 30)

## Руководители Курганской областной писательской организации
- 1965—1974 — Вохменцев, Яков Терентьевич
- 1974—1999 — Яган, Иван Павлович
- 1999—2003 — Меньшиков, Валерий Сергеевич
- 2003—2008 — Яган, Иван Павлович
- Май 2008 — 9 февраля 2019 — Филимонов, Владимир Иванович
- С 9 февраля 2019 — Кокорин, Сергей Аркадьевич[2]

## Члены Курганской областной писательской организации
В списке представлены как действующие члены организации, так и покинувшие её (в связи со смертью или переездом).
- Аксенов, Николай Алексеевич (род. 18 декабря 1938 года, с. Митино, ныне Кетовский район, Курганская область), член СП России с 2005 года.
- Андреева, Любовь Харитоновна (1942—2021), член СП СССР с 1971 года.
- Анощенко, Николай Петрович (род. 2 ноября 1964 года), член СП России с 2020 года.
- Базаров, Александр Александрович (1940—2006), член СП России с 1999 года.
- Бебутов, Гарегин Владимирович (1904—1987), член СП СССР с 1969 года.
- Блюмкин, Леонид Моисеевич (род. 4 декабря 1944 года, г. Курган), член СП России с 1996 года.
- Бойцов, Сергей Николаевич  (род. 11 сентября 1957 года, г. Курган), член СП России с 2008 года.
- Брозинский, Владимир Леонидович (род. 6 октября 1968 года, г. Оренбург), член СП России с 2014 года.
- Верхнева, Лариса Анатольевна (род. 27 марта 1962 года, г. Ташкент), член СП России с 2001 года.
- Веселов, Вячеслав Владимирович (22 ноября 1937 года, с. Сарса, Алтайский край — 25 февраля 2003 года), член СП СССР с 1985 года.
- Виноградов, Александр Михайлович (род. 12 сентября 1936 года, г. Челябинск), член СП СССР с 1980 года.
- Возмилова, Ольга Ильинична  (род. 20 апреля 1953 года, д. Ганичево, Шатровский район, Курганская область), член СП России с 2006 года.
- Воинков, Виктор Павлович (род. 17 октября 1981 года, г. Макушино, Макушинский район, Курганская область), член СП России с 2018 года.
- Вохменцев, Яков Терентьевич (1913—1979), член СП СССР с 1958 года.
- Гилев, Виктор Константинович (1942—1995), член СП России с 1991 года.
- Глебов, Николай Александрович (1899—1984), член СП СССР с 1949 года.
- Константин (Горянов) (род. 23 марта 1951 года, а. Кэнессы, Джамбульская область, Казахская ССР), член СП России с 2012 года.
- Дзержинский, Леонид Иванович (1891—1974), член СП СССР.
- Дружкова, Ольга Алексеевна (род. 5 марта 1948, д. Табаклыкуль, Буздякский район, Башкирская АССР), член СП России с 2010 года.
- Еловских, Василий Иванович (1919—2012), член СП СССР с 1964 года.
- Еранцев, Алексей Никитович (28 февраля 1938 года, с. Павловское, Алтайский край — 30 декабря 1972 года), член СП СССР с 1966 года.
- Жмакин, Сергей Алексеевич  (род. 1 декабря 1955 года, г. Курган), член СП России с 1996 года.
- Захаров, Алексей Анатольевич (род. 30 июля 1971 года, г. Курган), член СП России с 2009 года.
- Кветков, Валентин Павлович (род. 1 марта 1932 года, г. Донецк), член СП России с 2008 года.
- Керченко, Михаил Степанович (1922—2002), член СП СССР с 1970 года.
- Кибирева, Елена Александровна (род. 18 сентября 1956, п. Цементный, Невьянский район, Свердловская область), член СП России с 2007 года.
- Климкин, Николай Петрович (род. 6 июля 1949, д. Арцыбашево, Милославский район, Рязанская область), член СП России с 2007 года.
- Кокорин, Сергей Аркадьевич (род. 8 июня 1955, пгт. Мишкино, Мишкинский район, Курганская область), член СП России с 2013 года.
- Коробейников, Иван Терентьевич (1908—1975), член СП СССР с 1958 года.
- Кочегин, Павел Захарович (1919—1997), член СП СССР с 1970 года.
- Куликов, Леонид Иванович (1924—1980), член СП СССР с 1959 года.
- Львов, Анатолий Дмитриевич (1949—2008), член СП России с 2005 года.
- Малахов, Владимир Георгиевич (род. 13 декабря 1938 года, с. Тукманное, Каргапольский район, Курганская  область), член СП России с 1999 года.
- Меньшиков, Валерий Сергеевич (1939—2016), член СП России с 1991 года.
- Мехонцев, Алексей Андреевич (род. 20 апреля 1944 года, с. Понькино, Шадринский район, Курганская область), член СП России с 2009 года.
- Моргунов, Александр Владимирович (род. 8 апреля 1962 года, Казахская ССР), член СП России с 2020 года.
- Моторина, Надежда Викторовна (1953—2014), член СП России с 2008 года.
- Мурзин, Алексей Никитич (род. 17 апреля 1973 года, с. Коврига, Шадринский район, Курганская область), член СП России с 2006 года.
- Новиков, Борис Иванович (1938—2007), член СП России с 2007 года.
- Носков, Виталий Николаевич (род. 1950), член СП России с 1991 года.
- Пашков, Виктор Алексеевич (род. 7 апреля 1952 года), член СП России.
- Перова, Марина Андреевна (род. 28 июня 1991 года, с. Старые Байдары, Половинский район, Курганская область), член СП России.
- Перунов, Сергей Александрович (род. 26 июля 1976 года, г. Шадринск, Курганская область), член СП России с 2016 года.
- Пляхин, Алексей Михайлович (1918—2006), член СП СССР с 1979 года.
- Покидышев, Николай Александрович (род. 10 октября 1949 года, г. Каменск-Уральский, Свердловская область), член СП России с 2008 года.
- Портнягин, Валерий Иванович (род. 21 апреля 1946 года, г. Курган), член СП России с 2012 года.
- Потанин, Виктор Федорович (род. 1937), член СП СССР с 1966 года.
- Пушкарёва (Вострякова), Наталья Александровна  (род. 29 мая 1975 году, Каргаполье, Каргапольский район, Курганская область), член СП России с 2007 года.
- Реутова, Ирина Ивановна (Анисимова) (род. 11 августа 1951 года, г. Петухово, Курганская область), член СП России с 2002 года.
- Рождественская, Надежда Николаевна (род. 9 октября 1956 года, с. Житниковское, Каргапольский район, Курганская  область), член СП России с 2005 года.
- Рухлов, Александр Владимирович (род. 30 сентября 1988 года, г. Курган), член СП России.
- Сафронов, Валентин Григорьевич (1927—2011), член СП России с 2007 года.
- Ситникова, Елена Львовна (1963—2012), член СП России с 2005 года.
- Снегирёв, Василий Федорович (род. 5 августа 1938 года, с. Лебяжье, ныне Далматовский район, Курганская область), член СП России с 1991 года.
- Спичкин, Владимир Михайлович (литературный псевдоним Огнев; 1927—1999), член СП СССР с 1981 года.
- Танаева, Марина Николаевна (род. 26 июня 1975 года, г. Курган), член СП России с 2005 года.
- Усманов, Владимир Викторович (1951—2022), член СП России с 2005 года.
- Филимонов, Владимир Иванович (род. 6 февраля 1952 года, пгт. Мишкино, Мишкинский район, Курганская область), член СП России с 2007 года.
- Черемисин, Борис Ефимович (1950—2009), член СП России с 1999 года.
- Шушарин, Михаил Иосифович (1924—1996), член СП СССР с 1981 года.
- Юровских, Василий Иванович (1932—2007), член СП СССР с 1975 года.
- Яган, Иван Павлович (30 сентября 1934 года, д. Байдановка, Таврический район, Омская область — 24 марта 2022 года, г. Курган), член СП СССР с 1966 года.

## Книги о Курганской областной писательской организации
- Яган И. П. «Многоликая и самобытная». Куртамыш. 2007. ISBN 978-5-98271-086-4
- Филимонов В. И. «Антология зауральских писателей». Курган. 2011 ISBN 978-5-904279-33-2[3][4]